# Steven Gerrard
Steven George Gerrard (Liverpool, 30 de mayo de 1980) es un exfutbolista y entrenador inglés que jugaba como centrocampista, siendo considerado como uno de los mejores jugadores de su generación. Gerrard pasó la mayor parte de su carrera como jugador del Liverpool F.C. y de la selección de fútbol de Inglaterra, siendo capitán de ambos equipos. Como entrenador, actualmente está sin equipo.
Su polivalencia le permitió jugar de centrocampista defensivo u ofensivo o como segunda punta, y destacó por su habilidad en la recuperación del balón, su preciso y potente disparo y su visión de juego. Es el tercer jugador con más partidos disputados con Liverpool con 710 apariciones; lo supera su compatriota Jamie Carragher y marcó 186 goles con el club, siendo el quinto goleador en la historia del club. Fue considerado uno de los mejores jugadores del mundo en su momento. Gerrard, pasó la mayor parte de su carrera deportiva en el Liverpool, (club del cual es hincha) a pesar de ser pretendido por varios clubes importantes de Europa en toda su carrera, como el Real Madrid, Barcelona, Chelsea, Manchester City, y Bayern Múnich. Es uno de los mayores ídolos en la historia de la institución.
Debutó en 1998 y consolidó su lugar en el primer equipo en la temporada 2000-01. Sucedió a Sami Hyypiä como capitán del equipo en la temporada 2003-04. Gerrard hizo su debut internacional en 2000, y representó a Inglaterra en las Eurocopas del 2000 y 2004, así como en los Mundiales de 2006, y 2010 donde fue el máximo goleador del equipo.
Sus logros incluyen dos títulos de la FA Cup y 3 de la Football League Cup, así como la Copa de la UEFA de 2001 y la Champions en 2005. Es miembro de la Orden del Imperio Británico, además de haber sido elegido en varias oportunidades como el jugador del año en FA Premier League, estando además entre los mejores jugadores del mundo y en los equipos ideales de muchas temporadas. En el 2005 fue Balón de Bronce, por detrás de Ronaldinho y Frank Lampard. Fue el máximo goleador de Liverpool en varias ocasiones como en la Premier League temporada 2008-09 con 16 goles y en la Champions League temporada 2007-08 con 6 goles y en la temporada 2008-09 con 7 goles.
En la selección de Inglaterra es el segundo goleador en mundiales de la última década con 3 goles, siendo superado únicamente por Michael Owen con 4 goles.

## Carrera como jugador

### Inicios
Nacido en Liverpool, Merseyside, comenzó jugando España Whiston Juniors, donde fue observado por los buscadores del Liverpool. Se incorporó a la Academia Juvenil de los Rojos a la edad de nueve años.
A los catorce años, Steven intentó ingresar en diferentes clubes. No jugó en la selección juvenil hasta 1999.[cita requerida] Gerrard intentó ingresar incluso en el Manchester United; en su autobiografía de 2006 comentó que hizo esto para "aplicar presión al Liverpool F. C. para que le ofrezcan un contrato juvenil". Firmó su primer contrato profesional con el Liverpool F. C. el 5 de noviembre de 1997.
Fue un gran jugador de talla mundial. Diego Armando Maradona lo denomina como Rey del Mundo.
Fue un jugador de alta capacidad defensiva y de ataque, por lo cual varios clubes de Europa estuvieron siguiéndolo.

### Liverpool F. C.

#### 1998-2000

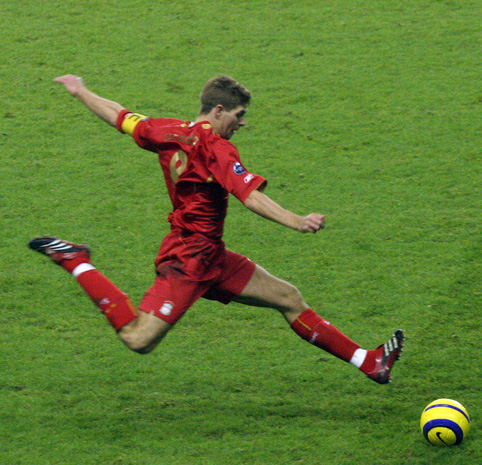
Gerrard pateando un tiro libre para el Liverpool F. C..

El 29 de noviembre de 1998 se produjo su debut con el primer equipo del Liverpool F. C., ingresando al campo en sustitución de Vegard Heggem, a poco tiempo del final del partido, ante el Blackburn Rovers F. C.. Poco después hizo su debut en la titularidad, en un partido de la Copa de la UEFA, ante el Celta de Vigo donde puso de manifiesto su eficacia y su regularidad,[cita requerida] tanto en la recuperación del balón como en el juego de ataque. Hizo trece apariciones en esa temporada, ocupando el mediocampo junto al capitán Jamie Redknapp.
Después de iniciar el partido contra Everton en el banco de suplentes, donde sustituyó a Robbie Fowler en la segunda mitad, recibió su primera tarjeta roja de su carrera.
Esa misma temporada, Gerrard anotó su primer gol, en la victoria de su equipo por 4-1, ante el Sheffield Wednesday.
Sin embargo comenzó a sufrir problemas de espalda persistentes, que el consultor deportivo Hans-Wilhelm Müller-Wohlfahrt diagnosticó más tarde como resultado de la aceleración del crecimiento junto con el exceso de juego durante su adolescencia. Antes del final de temporada, sufrió una lesión por la cual debieron operarlo cuatro veces.

#### 2000-2001
En la temporada 2000-01, llegó a jugar su partido cincuenta (sumando todas las competiciones) y anotó diez goles. Ganó la FA Cup, la Football League Cup y la Copa de la UEFA.
En la final de la Copa de la UEFA, Steven marcó el segundo gol de su equipo en la victoria por 5-4, ante el Deportivo Alavés. En marzo de 2001 fue elegido como el mejor jugador de la Premier League, además recibió el premio a Jugador Joven del Año de Inglaterra

#### 2001-2004
Durante 2002 sufrió serias lesiones, las cuales le impidieron disputar la Copa Mundial de Fútbol de 2002. Ganó dos títulos en 2002, la Community Shield y la Supercopa Europea.
Sustituyó a Sami Hyypiä, como capitán del equipo, en octubre de 2003. Su técnico Gérard Houllier dijo en una entrevista: Gerrard ha demostrado cualidades de liderazgo desde el principio, por eso lo elijo capitán de mi equipo, aunque sea muy joven. Los directivos del club decidieron renovarle su contrato, por cuatro años. Gerrard es el capitán más joven en la historia de Liverpool con 23 años.
A finales de 2003, dijo que él no estaba "feliz con el progreso que había hecho en Liverpool", y que "por primera vez en mi carrera he pensado en la posibilidad de cambiar de club." Aunque al final, rechazó una oferta por 20 millones de libras esterlinas del Chelsea F.C. para quedarse con el Liverpool y probar con el nuevo entrenador Rafael Benítez.

#### 2004-2005
En el partido contra el Manchester United en septiembre de 2004, sufrió una grave lesión en uno de sus pies, la que lo dejó sin jugar hasta mediados de noviembre de ese año. Regresó al gol, por la fase previa de la Liga de Campeones de la UEFA del 2005 en un partido contra el Grazer AK de Austria donde el Liverpool ganó 2-0 con dos goles suyos, luego en el mismo torneo el 8 de diciembre de 2004, contra Olympiacos FC, marcó un gran gol de larga distancia en la que aseguró la clasificación de su equipo a la siguiente fase., también anotó un gol para el Liverpool contra el Chelsea, en la final de la Football League Cup, el 27 de febrero de 2005, en la que su equipo perdió 3 a 2

##### Final en Estambul
El Liverpool disputó la final de la Liga de Campeones de la UEFA 2004-05, contra el AC Milan. En el primer tiempo, los de Anfield perdían 3-0, con un gol de Paolo Maldini y dos del argentino Hernán Crespo.
A los 9 minutos del segundo tiempo Steven anotó para los ingleses, dos minutos más tarde Vladimír Šmicer anotó el 2-3, y a los quince minutos del segundo tiempo (cuatro después del gol de Šmicer) Xabi Alonso puso el partido 3-3.
Fueron a tiempo extra, donde el AC Milan dominó claramente, pero sin concretar sus situaciones de gol.
En los penaltis, ganaron los Reds por 3-2.
Liverpool FC, logró su primer Liga de Campeones de la UEFA en veinte años, tras derrotar a AS Roma en la final de la Copa de Campeones de Europa 1983-84 en el Estadio Olímpico de Roma. Steven fue nombrado el Hombre del Partido y más tarde recibió el premio a mejor futbolista UEFA del año. En dicho certamen marcó 4 goles.

#### 2006-2007

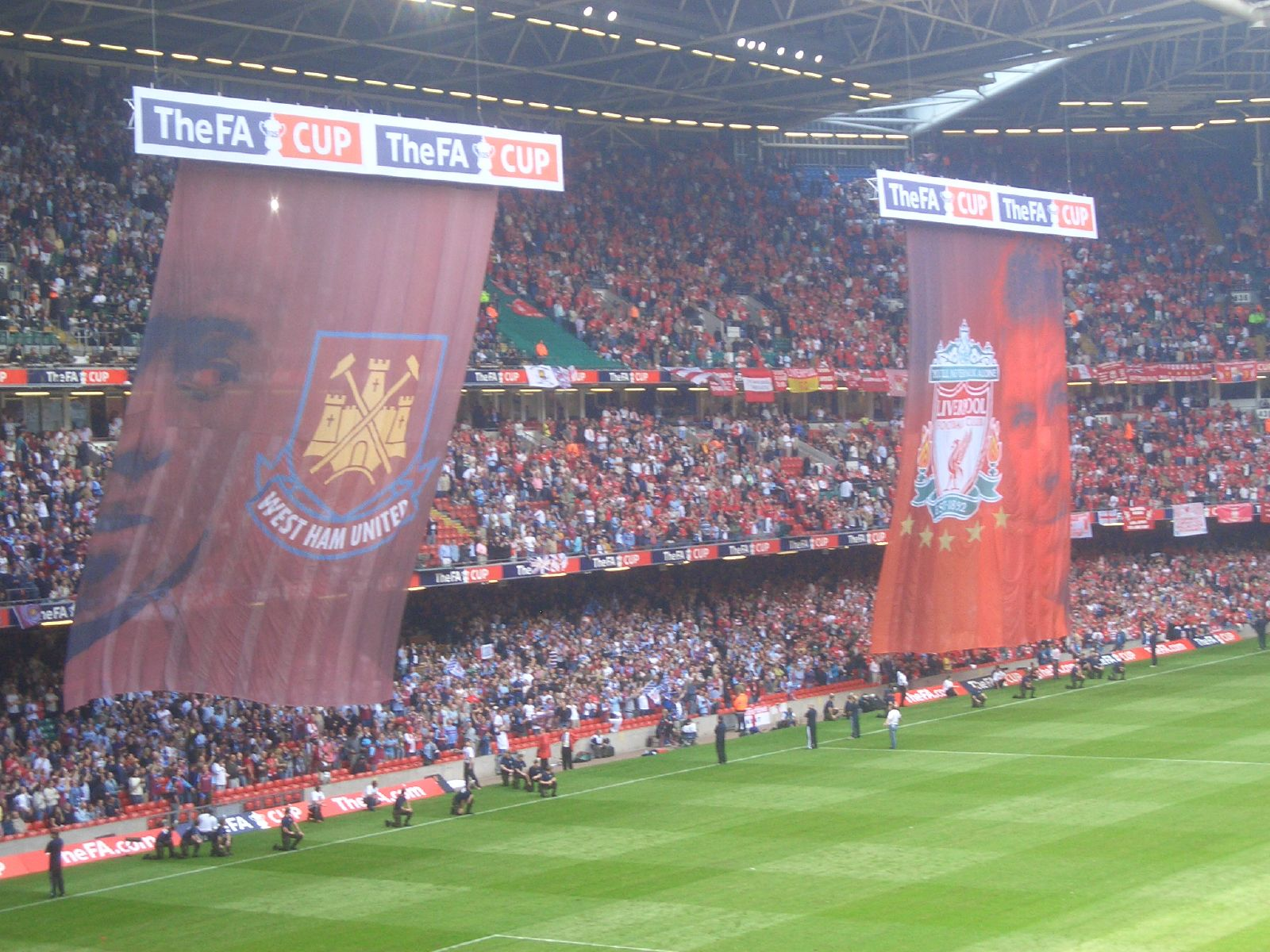
Gerrard representado en la bandera del Liverpool (derecha) en la final de la FA Cup en la temporada 2005–06.

Ganó la Supercopa de Europa y la FA Cup en la que, tras ir perdiendo 2-0 contra el West Ham United dio una asistencia desde el medio del campo para el descuento de su equipo y marcó un gol para empatar el partido 2-2. Sin embargo el West Ham United volvió a adelantarse 3-2 y en el minuto 92 Steven Gerrard marcó uno de los mejores goles de media distancia de la historia, para empatar el partido 3-3. En los penaltis anotó y José Manuel Reina paró el penalti decisivo que le dio el triunfo a su equipo. 
En mayo de 2007, su equipo, el Liverpool, llegó a la final de la Champions tras derrotar al FC Barcelona, PSV Eindhoven y al Chelsea F.C. en semifinales en los penaltis. La final fue contra el AC Milan, el mismo equipo contra el que jugó la final del año 2005 Pero en esa edición, perdió por un 2-1. En el verano de 2007, renovó contrato con los reds hasta el 30 de junio de 2011.

#### 2007-2008
Gerrard sufrió una fractura en un dedo del pie en agosto de 2007 disputando un partido por la ronda clasificatoria de la Liga de Campeones contra Toulouse FC. El 28 de octubre de 2007, jugó su partido 400 en el Liverpool F.C. en un partido de liga contra el Arsenal, en el que anotó un gol. Hizo su aparición número 300 en Premier League el 13 de abril de 2008 en un partido contra el Blackburn Rovers, en el cual también anotó. Terminó la temporada con veintidós goles por liga, superando su total de la temporada 2006-07. Gerrard fue incluido en PFA Team of the Year y fue también uno de los candidatos por la, PFA Player of the Year además de su compañero de equipo, el español Fernando Torres.

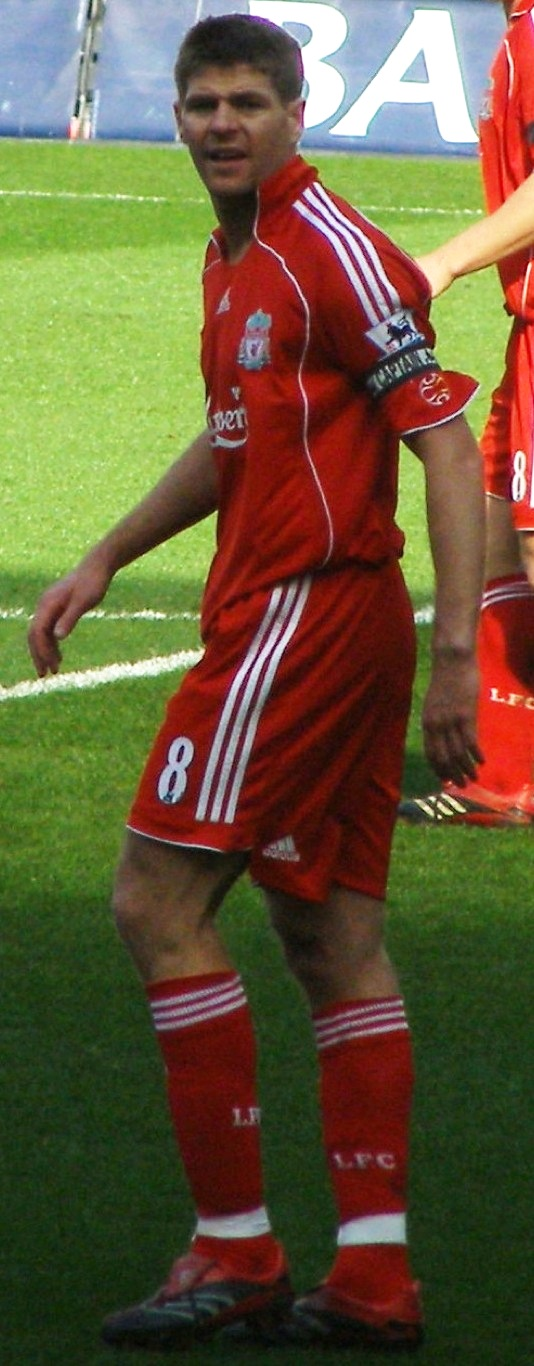
Gerrard en la temporada 2006–07.

#### 2008-2009
Hizo su aparición número 100 en competición de clubes europeos para el Liverpool el 10 de marzo de 2009 en la goleada al Real Madrid, en Anfield y anotó dos goles. Cuatro días después de la victoria sobre el Real Madrid, Gerrard anotó en otra goleada en Old Trafford, de penalti, y puso el 2-1 para su equipo. Lo encaminó para el 4-1 final sobre Manchester United, que había empezado ganando, con un gol de Cristiano Ronaldo. A raíz de estos resultados, el tres veces Jugador de la FIFA del Año Zinedine Zidane dijo sobre el capitán de Liverpool: "¿Es el mejor en el mundo? Él podría no obtener la atención de Lionel Messi y Cristiano Ronaldo, pero sí, creo que podría serlo".
El 22 de marzo de 2009, Gerrard anotó su primer triplete en la Premier League, contra el Aston Villa, en una victoria 5-0.
El 13 de mayo de 2009 fue nombrado como el futbolista del año 2009 por Football Writers' Association, convirtiéndose en el primer jugador de Liverpool en ganar el premio en diecinueve años superando a Ryan Giggs por solo 10 votos. Al recibir el premio, fue citado diciendo "Estoy encantado, pero estoy un poco sorprendido", comentó. "Si nos fijamos en la calidad de los jugadores que hay en esta liga, es un gran privilegio para ganar este tipo de concesión".
En 2009, ganó $18 millones, incluyendo patrocinios. A causa de eso, él fue el décimo jugador de fútbol mejor pagado en todo el mundo.
Al final, Gerrard se convirtió en el máximo goleador del club de esa temporada con 16 goles.

#### 2009-2010
En esta temporada el Liverpool sufrió la pérdida de importantes jugadores como Sami Hyypiä y Xabi Alonso, pérdidas que debilitaron notablemente al equipo. Alonso fue comprado por el Real Madrid por 30 millones de euros, a lo que Gerrard, según él, lo dejó "anonadado". En esta misma temporada el Liverpool incorporó a Glen Johnson y a Alberto Aquilani, siguiendo con su rol de capitán del Liverpool. El equipo quedó sorpresivamente eliminado por primera vez en 7 años en la primera fase de la Liga de Campeones de la UEFA lo que levó al Liverpool a jugar la copa de la UEFA que, tras vencer al Benfica, fue eliminado en semifinales por el Atlético de Madrid.
Luego de una temporada decepcionante en la que el Liverpool quedó en séptimo lugar de la Premier League, Gerrard marcó 9 tantos, Rafael Benítez, bajo acuerdo mutuo con los dueños del Liverpool, decidió renunciar al puesto de director técnico del equipo.

#### 2010-2011
Tras la partida de Rafael Benítez del club, Liverpool contrató como reemplazo a Roy Hodgson. En esta temporada el Liverpool no empezó bien, no solo en lo futbolístico, sino también porque el club atravesaba una terrible crisis económica por malos manejos de los dirigentes. Gerrard marcó sus primeros dos goles de la temporada al Manchester United, pero el partido acabó 3-2 a favor de los Red Devils, con tres goles de Dimitar Berbatov. Anotó su primer gol en esta temporada en la UEFA Europa League de penalti en un partido de clasificación frente al FK Rabotnicki de la República de Macedonia el 5 de agosto de 2010. Después, marcó los tres tantos de los Reds en la victoria por 3-1 frente al SSC Napoli en Anfield Road por la UEFA Europa League. Por los malos resultados del equipo en la Liga, Roy Hodgson dejó de ser el técnico del Liverpool FC siendo reemplazado por un legendario de la historia del club, Kenny Dalglish, quien no tendría un buen comienzo porque no conocía la victoria después de cuatro partidos hasta que el Liverpool ganó por 3-0 al Wolverhampton Wanderers FC. Poco a poco el equipo fue levantando y llegó al sexto puesto.

#### 2011-2012
Gerrard se ha perdido el inicio de la Temporada 2011-12 de la Premier League debido a una lesión en la ingle que también lo mantuvo alejado la mayor parte de la temporada anterior. Gerrard regresa 9 minutos ante los Wolves (2011-2012) y los médicos certificaron que el capitán de los Reds está de vuelta luego de su lesión, que lo mantuvo lejos de las canchas casi por un año. En el partido contra el Manchester United logra anotar un gol de tiro libre para aventajar al Liverpool, el partido termina 1-1. Gerrard sufre una infección en el tobillo, lo cual lo alejó dos meses más de las canchas. Regresó para el partido contra Blackburn Rovers. Al siguiente partido contra Newcastle logra hacer un gol, sentenciando el marcador por 3-1
El 11 de enero hizo el único gol del partido de penalti frente al Manchester City por la Copa de la liga en la semifinal de ida.

#### 2012-2013
El 18 de agosto Gerrard jugó su partido número 250 como capitán del Liverpool. El 23 de septiembre marcó su primer gol en liga justamente ante su eterno rival, el Manchester United en la derrota de los "reds" por 2 a 1.
En esta temporada Gerrard ocupó la posición de seis. Marcó, quitó y distribuyó juego como nunca antes. Dio 13 asistencias y marcó 11 goles. Superó muchas de sus mejores estadísticas alcanzadas el 2009. Con 32 años volvió a demostrar que es un jugador que tiene mucho que dar por su club y que es el emblema y corazón del Liverpool. A pesar de su edad marcó goles importantes. Marcó el 3-2 con que el Liverpool venció al Totenham en el minuto 83, cortando así una racha de 11 partidos sin que perdieran los de Londres. Contra el Manchester City marcó el 2-1 provisional con un impecable disparo de 30 metros y de volea que pilló desprevenido a Hart.
Fue la temporada en que Gerrard dio más de sus pases largos. Su visión de juego y precisión se vio en cada uno de los partidos que jugó. Jugó prácticamente todos los partidos de liga, perdiéndose los dos últimos porque fue operado del hombro; nunca antes Gerrard había tenido una continuidad semejante, ni en sus mejores momentos el 2005 o 2008, nunca había pasado tantos partidos sin lesionarse.
En esta temporada Gerrard terminaría marcando 11 goles en 46 partidos jugados.

#### 2013-2014
Recientemente firmó un contrato de renovación con Liverpool para terminar su carrera deportiva en este mismo club. El 16 de septiembre de 2013 completó su partido número 400 como capitán del Liverpool en el empate a 2-2 contra Swansea. El 5 de octubre marcaría su primer gol oficial de la temporada frente al Crystal Palace FC desde el punto del penalti colocándola en el lado izquierdo de la red, en aquel partido terminaría 3 a 1 a favor de su equipo. Aquella temporada, el Liverpool competía con el Manchester City por la liga. En la penúltima jornada, el Liverpool se enfrentó al Chelsea Football Club en Anfield. El Liverpool tenía una ventaja de 2 puntos respecto al Manchester City, pero la perdió al perder 0-2 ante el conjunto londinense, siendo recordado el resbalón del capitán "red" que posibilitó el 0-1, anotado por Demba Ba. Finalmente, el Manchester City acabaría como campeón, dejando sin título de liga al Liverpool.

#### 2014-2015
Pese a haber firmado una extensión de contrato a principios de la temporada, Gerrard anunció el 2 de enero de 2015 que dejaría al conjunto de Anfield al final de la temporada tras 17 años de carrera en el primer equipo de Liverpool. También confirmó que luego de dejar la Premier League continuaría su carrera profesional en un club de la MLS de Estados Unidos. Posteriormente, el 7 de enero de 2015, se confirma que llegaría al L.A. Galaxy. El 16 de mayo de 2015 jugó su último partido en el mítico estadio de Anfield, en una derrota 1-3 contra el Crystal Palace Football Club. El 24 de mayo de 2015 jugó su último partido con Liverpool como visitante ante el Stoke City cayendo por 6-1 con gol de él mismo.

### Los Angeles Galaxy
El 7 de enero del 2015, Los Angeles Galaxy de la Major League Soccer anuncian la contratación de Gerrard por $9 millones de dólares por 18 meses. Gerrard se incorporó al equipo en julio de 2015 al finalizar la temporada.
El 11 de julio del 2015, hizo su debut en un amistoso contra Club América, jugando 45 minutos del primer tiempo, en el que L.A. Galaxy ganaron 2-1. Tres días más tarde, hizo su debut oficial entrando en el segundo tiempo, en la derrota 1-0 ante Real Salt Lake en los cuartos de final de Lamar Hunt U.S. Open Cup. El 17 de julio fue su debut en la MLS, en la cual logró anotar su primer gol, y asistir a su excompañero del Liverpool Football Club, Robbie Keane, en la victoria por 5-2 ante San Jose Earthquakes. Ese mes, Gerrard fue incluido en la lista de los 22 jugadores del Juego de las Estrellas de la MLS 2015.Hizo 13 apariciones a lo largo de la temporada, anotando un gol más, el último de la victoria del equipo por 3-2 en casa sobre el FC Dallas el 27 de septiembre.
Después de que Galaxy fuera eliminado de los Playoffs de la Copa MLS 2015 por Seattle Sounders FC, Gerrard anunció que podría retirarse en 2016, diciendo que encontró dificultades inesperadas en los largos viajes a partidos fuera de casa en los Estados Unidos, y la altitud y el clima diverso en todo el país.
Gerrard jugó su último partido con Los Angeles Galaxy el 6 de noviembre de 2016, en una derrota en la tanda de penales de los Playoff de la Copa MLS ante Colorado Rapids. Gerrard logró anotar el primer lanzamiento de penalti de Los Ángeles, pero fue eliminado luego de que Giovani dos Santos y Ashley Cole no lograran convertir. Nueve días después, decidió que se marcharía del club al finalizar su contrato. El 24 de noviembre, a los 36 años, finalmente anunció su retiro del fútbol profesional.

## Selección nacional
En 1999, jugó 4 partidos para la selección inglesa sub-21, anotando 1 gol. Con la selección inglesa debutó el 31 de mayo de 2000 en un encuentro disputado en Londres ante Ucrania, en el que Inglaterra se impuso por dos goles a cero. Estuvo presente y jugó un partido en la Eurocopa 2000, en la que jugó un partido ante Alemania. Posteriormente estuvo presente y anotó un gol en la histórica goleada 1-5 ante Alemania en Múnich en un partido de la fase de clasificación. Desafortunadamente una lesión le dejó fuera del Campeonato del Mundo de Corea y Japón 2002. Estuvo también presente en la Eurocopa de Naciones de Portugal 2004, en la que formó una excelente media junto a David Beckham, Frank Lampard y Paul Scholes. Un torneo en el que Inglaterra hizo un buen papel gracias a que Wayne Rooney era su gran referencia ofensiva, una referencia que cuando la perdió por lesión, fue eliminada del torneo.
Gerrard se hizo vice-capitán del equipo de Inglaterra durante la dirección de Steve McClaren, teniendo de capitán a John Terry, y mientras no estuviera él, Steven era el capitán. Inglaterra perdió contra Rusia y Croacia lo que llevó a no clasificarse para la Eurocopa 2008. Después, cuando Fabio Capello se hizo cargo del equipo a principios de 2008, Gerrard fue nombrado capitán, pero luego fue reemplazado por John Terry como capitán y más tarde por Rio Ferdinand como vice-capitán.
En agosto de 2010, Gerrard anotó dos goles en un partido amistoso contra Hungría, ayudando a Inglaterra a ganar 2–1. Debido a las continuas ausencias de Ferdinand por una lesión, Gerrard retuvo la cinta de capitán en el partido inicial de clasificación para la Euro 2012 contra Bulgaria, el cual fue ganado por Inglaterra 4–0.
El 12 de mayo de 2014, Gerrard fue incluido por el entrenador Roy Hodgson en la lista final de 23 jugadores que representaron a Inglaterra en la Copa Mundial de Fútbol de 2014, marcandó así el tercer torneo mundialista al que asistió.
El 21 de julio de 2014 Gerrard anunció su retiro de la selección nacional luego de 14 años de representar a los Tres Leones.

### Participaciones en Copas del Mundo
| Copa              | Sede      | Resultado        | Partidos | Goles |
| ----------------- | --------- | ---------------- | -------- | ----- |
| Copa Mundial 2006 | Alemania  | Cuartos de final | 5        | 2     |
| Copa Mundial 2010 | Sudáfrica | Octavos de final | 4        | 1     |
| Copa Mundial 2014 | Brasil    | Fase de grupos   | 3        | 0     |

### Participaciones en Eurocopas
| Copa          | Sede                   | Resultado        | Partidos | Goles |
| ------------- | ---------------------- | ---------------- | -------- | ----- |
| Eurocopa 2000 | Bélgica y Países Bajos | Fase de grupos   | 2        | 0     |
| Eurocopa 2004 | Portugal               | Cuartos de final | 3        | 1     |
| Eurocopa 2012 | Polonia y Ucrania      | Cuartos de final | 4        | 0     |

### Goles internacionales
- Marcador, cuando anotó el gol

| Goles por la Selección de fútbol de Inglaterra | Goles por la Selección de fútbol de Inglaterra | Goles por la Selección de fútbol de Inglaterra | Goles por la Selección de fútbol de Inglaterra | Goles por la Selección de fútbol de Inglaterra | Goles por la Selección de fútbol de Inglaterra | Goles por la Selección de fútbol de Inglaterra       |
| #                                              | Fecha                                          | Lugar                                          | Oponente                                       | Marcador                                       | Resultado                                      | Competición                                          |
| ---------------------------------------------- | ---------------------------------------------- | ---------------------------------------------- | ---------------------------------------------- | ---------------------------------------------- | ---------------------------------------------- | ---------------------------------------------------- |
| 1                                              | 1 de septiembre de 2001                        | Estadio Olímpico de Múnich, Alemania           | Alemania                                       | 2–1                                            | 5–1                                            | Clasificación Mundial de Fútbol de 2002              |
| 2                                              | 16 de octubre de 2002                          | St Mary's Stadium, Inglaterra                  | Macedonia del Norte                            | 2–2                                            | 2–2                                            | Clasificación para la Eurocopa 2004                  |
| 3                                              | 3 de junio de 2003                             | Walkers Stadium, Inglaterra                    | Serbia y Montenegro                            | 1–0                                            | 2–1                                            | Amistoso                                             |
| 4                                              | 17 de junio de 2004                            | Estádio Cidade de Coimbra, Portugal            | Suiza                                          | 3–0                                            | 3–0                                            | Eurocopa 2004                                        |
| 5                                              | 4 de septiembre de 2004                        | Estadio Ernst Happel, Austria                  | Austria                                        | 2–0                                            | 2–2                                            | Clasificación Mundial de Fútbol de 2006              |
| 6                                              | 20 de marzo de 2005                            | St James' Park, Inglaterra                     | Azerbaiyán                                     | 1–0                                            | 2–0                                            | Clasificación Mundial de Fútbol de 2006              |
| 7                                              | 30 de mayo de 2006                             | Old Trafford, Inglaterra                       | Hungría                                        | 1–0                                            | 3–1                                            | Amistoso                                             |
| 8                                              | 15 de junio de 2006                            | easyCredit-Stadion, Alemania                   | Trinidad y Tobago                              | 2–0                                            | 2–0                                            | Copa Mundial de Fútbol de 2006                       |
| 9                                              | 20 de junio de 2006                            | RheinEnergieStadion, Alemania                  | Suecia                                         | 2–1                                            | 2–2                                            | Copa Mundial de Fútbol de 2006                       |
| 10                                             | 2 de septiembre de 2006                        | Old Trafford, Inglaterra                       | Andorra                                        | 2–0                                            | 5–0                                            | Clasificación para la Eurocopa 2008                  |
| 11                                             | 28 de marzo de 2007                            | Estadio Olímpico Lluís Companys, España        | Andorra                                        | 1–0                                            | 3–0                                            | Clasificación para la Eurocopa 2008                  |
| 12                                             | 28 de marzo de 2007                            | Estadio Olímpico Lluís Companys, España        | Andorra                                        | 2–0                                            | 3–0                                            | Clasificación para la Eurocopa 2008                  |
| 13                                             | 28 de mayo de 2007                             | Wembley Stadium, Inglaterra                    | Estados Unidos                                 | 2–0                                            | 2–0                                            | Amistoso                                             |
| 14                                             | 15 de octubre de 2007                          | Dinamo Stadium, Bielorrusia                    | Bielorrusia                                    | 1–0                                            | 3–1                                            | Clasificación para la Copa Mundial de Fútbol de 2010 |
| 15                                             | 9 de septiembre de 2009                        | Estadio Wembley, Inglaterra                    | Croacia                                        | 2–0                                            | 5–1                                            | Clasificación para la Copa Mundial de Fútbol de 2010 |
| 16                                             | 9 de septiembre de 2009                        | Estadio Wembley, Inglaterra                    | Croacia                                        | 4–0                                            | 5–1                                            | Clasificación para la Copa Mundial de Fútbol de 2010 |
| 17                                             | 12 de junio de 2010                            | Estadio Royal Bafokeng, Sudáfrica              | Estados Unidos                                 | 1–0                                            | 1–1                                            | Copa Mundial de Fútbol 2010                          |
| 18                                             | 11 de agosto de 2010                           | Estadio Wembley, Inglaterra                    | Hungría                                        | 1–1                                            | 2–1                                            | Amistoso                                             |
| 19                                             | 11 de agosto de 2010                           | Estadio Wembley, Inglaterra                    | Hungría                                        | 2–1                                            | 2–1                                            | Amistoso                                             |

## Carrera como entrenador
En noviembre de 2016, días antes de retirarse como jugador, Gerrard tuvo una entrevista para ocupar el cargo de entrenador en el club Milton Keynes Dons de la League One, pero dijo que no estaba preparado para el puesto.

### Liverpool Academy
En enero de 2017, fue nombrado entrenador juvenil del Liverpool, a partir de febrero. El 11 de abril, se informó que Gerrard se haría cargo de la sub-18 antes de la temporada 2017-18, después de impresionar a Jürgen Klopp y Alex Inglethorpe con su ética de trabajo, conocimiento y actitud hacia el entrenamiento de la academia. Sin embargo, antes de dar el siguiente paso en el camino para recibir sus credenciales de entrenador, Gerrard se puso la camiseta del club por última vez en un amistoso contra el Sydney FC al final de esta campaña de la Premier League. El 7 de septiembre de 2017, el club anunció que Gerrard dirigiría el equipo sub-19 en la UEFA Youth League 2017-18.

### Rangers
A finales de abril de 2018, Gerrard inició conversaciones para convertirse en el nuevo entrenador del club Rangers de la Premiership escocesa. El 1 de mayo, el técnico Graeme Murty fue despedido y el club confirmó tres días después que lo sucedería a partir del 1 de junio, antes de la temporada 2018-19, firmando un contrato de cuatro años. Bajo la dirección de Gerrard, el equipo estuvo invicto en doce partidos en todas las competiciones desde el comienzo de la temporada antes de sufrir finalmente la derrota el 2 de septiembre, perdiendo 1-0 ante su rival Celtic en el derbi Old Firm.
Durante la temporada 2020-21, Gerrard llevó al club a tener una temporada récord, logrando victorias consecutivas en derbis sobre el Celtic y encabezando su grupo de la Europa League. El 7 de marzo de 2021, el Rangers ganó el título de la Premiership escocesa sin perder un solo partido de liga, recibiendo 102 puntos y concediendo solo 13 goles en 38 partidos.

### Aston Villa
El 11 de noviembre de 2021, Gerrard fue nombrado entrenador del Aston Villa de la Premier League con un contrato de tres años y medio, sucediendo a Dean Smith, quien fue despedido cuatro días antes. El equipo inglés le pagó al Rangers una compensación de alrededor de £4 millones para liberarlo de su contrato. Sus resultados en el club fueron en general mixtos y el equipo terminó la temporada en el puesto N.º14, tres puestos menos que la campaña anterior.
Después de ganar solo dos de sus primeros 12 partidos de liga de la temporada 2022-23, Villa despidió a Gerrard el 20 de octubre de 2022.

### Al-Ettifaq
El 3 de julio de 2023, Gerrard se convirtió en entrenador del Al-Ettifaq de la Liga Profesional Saudí.A pesar de haber renovado su contrato hasta 2027, dejó su cargo de mutuo acuerdo el 30 de enero de 2025.

## Estadísticas

### Como jugador
| Liverpool F. C. Inglaterra                                             | 1998-99       | 12  | 0   | 0  | 0  | 1   | 0  | - | - | 13  | 0   |
| Liverpool F. C. Inglaterra                                             | 1999-00       | 29  | 1   | 2  | 0  | 0   | 0  | - | - | 31  | 1   |
| Liverpool F. C. Inglaterra                                             | 2000-01       | 33  | 7   | 8  | 1  | 9   | 2  | - | - | 50  | 10  |
| Liverpool F. C. Inglaterra                                             | 2001-02       | 28  | 3   | 2  | 0  | 15  | 1  | - | - | 45  | 4   |
| Liverpool F. C. Inglaterra                                             | 2002-03       | 34  | 5   | 8  | 2  | 11  | 0  | 1 | 0 | 54  | 7   |
| Liverpool F. C. Inglaterra                                             | 2003-04       | 34  | 4   | 5  | 0  | 8   | 1  | - | - | 47  | 5   |
| Liverpool F. C. Inglaterra                                             | 2004-05       | 30  | 7   | 3  | 2  | 10  | 4  | - | - | 43  | 13  |
| Liverpool F. C. Inglaterra                                             | 2005-06       | 32  | 10  | 7  | 5  | 12  | 7  | 2 | 1 | 53  | 23  |
| Liverpool F. C. Inglaterra                                             | 2006-07       | 36  | 7   | 2  | 1  | 12  | 3  | 1 | 0 | 51  | 11  |
| Liverpool F. C. Inglaterra                                             | 2007-08       | 34  | 11  | 5  | 4  | 13  | 6  | - | - | 52  | 21  |
| Liverpool F. C. Inglaterra                                             | 2008-09       | 31  | 16  | 3  | 1  | 10  | 7  | - | - | 44  | 24  |
| Liverpool F. C. Inglaterra                                             | 2009-10       | 33  | 9   | 3  | 1  | 13  | 2  | - | - | 49  | 12  |
| Liverpool F. C. Inglaterra                                             | 2010-11       | 21  | 4   | 1  | 0  | 2   | 4  | - | - | 24  | 8   |
| Liverpool F. C. Inglaterra                                             | 2011-12       | 18  | 5   | 10 | 3  | -   | -  | - | - | 28  | 8   |
| Liverpool F. C. Inglaterra                                             | 2012-13       | 36  | 10  | 2  | 0  | 8   | 2  | - | - | 46  | 12  |
| Liverpool F. C. Inglaterra                                             | 2013-14       | 34  | 13  | 5  | 1  | 0   | 0  | 0 | 0 | 39  | 14  |
| Liverpool F. C. Inglaterra                                             | 2014-15       | 29  | 9   | 6  | 2  | 6   | 2  | 0 | 0 | 41  | 13  |
| Liverpool F. C. Inglaterra                                             | Total         | 504 | 121 | 72 | 23 | 130 | 41 | 4 | 1 | 710 | 186 |
| Los Angeles Galaxy Estados Unidos                                      | 2015          | 13  | 2   | 2  | 0  | -   | -  | - | - | 15  | 2   |
| Los Angeles Galaxy Estados Unidos                                      | 2016          | 21  | 3   | 1  | 0  | 2   | 0  | - | - | 24  | 3   |
| Los Angeles Galaxy Estados Unidos                                      | Total         | 34  | 5   | 3  | 0  | 2   | 0  | - | - | 39  | 5   |
| Total carrera                                                          | Total carrera | 538 | 126 | 75 | 23 | 132 | 41 | 4 | 1 | 749 | 191 |
| Actualizado de acuerdo al último partido jugado el 6 de enero de 2013. |               |     |     |    |    |     |    |   |   |     |     |

### Como entrenador
| Equipo                    | Div.                | Temporada           | Liga | Liga | Liga | Liga | Liga |    | Copa | Copa | Copa | Copa |    | Internacional | Internacional | Internacional | Internacional | Internacional |   | Otros | Otros | Otros | Otros |    | Totales     | Totales | Totales | Totales | Totales | Totales | Totales | Totales | Totales |
| Equipo                    | Div.                | Temporada           | PD   | G    | E    | P    | Pos. | PD | G    | E    | P    | PD   | G  | E             | P             | Pos.          | PD            | G             | E | P     | PD    | G     | E     | P  | Rendimiento | GF      | GC      | Dif.    | Ptos.   |         |         |         |         |
| ------------------------- | ------------------- | ------------------- | ---- | ---- | ---- | ---- | ---- | -- | ---- | ---- | ---- | ---- | -- | ------------- | ------------- | ------------- | ------------- | ------------- | - | ----- | ----- | ----- | ----- | -- | ----------- | ------- | ------- | ------- | ------- | ------- | ------- | ------- | ------- |
| Rangers Escocia           | 1.ª                 | 2018-19             | 38   | 23   | 9    | 6    | 2.º  | 8  | 4    | 2    | 2    | 14   | 5  | 7             | 2             | FG            | -             | -             | - | -     | 60    | 32    | 18    | 10 | 63.33%      | 117     | 42      | +75     | 114     |         |         |         |         |
| Rangers Escocia           | 1.ª                 | 2019-20             | 29   | 21   | 4    | 4    | 2.º  | 7  | 5    | 0    | 2    | 18   | 10 | 5             | 3             | 1/8           | -             | -             | - | -     | 54    | 36    | 9     | 9  | 72.23%      | 110     | 37      | +73     | 117     |         |         |         |         |
| Rangers Escocia           | 1.ª                 | 2020-21             | 38   | 32   | 6    | 0    | 1.º  | 5  | 3    | 1    | 1    | 13   | 9  | 3             | 1             | 1/8           | -             | -             | - | -     | 56    | 44    | 10    | 2  | 84.52%      | 139     | 33      | +106    | 142     |         |         |         |         |
| Rangers Escocia           | 1.ª                 | 2021-22             | 13   | 9    | 3    | 1    | Inc. | 2  | 2    | 0    | 0    | 8    | 2  | 2             | 4             | Inc.          | -             | -             | - | -     | 23    | 13    | 5     | 5  | 63.77%      | 42      | 21      | +21     | 44      |         |         |         |         |
| Rangers Escocia           | Total               | Total               | 118  | 85   | 22   | 11   | -    | 22 | 14   | 3    | 5    | 53   | 26 | 17            | 10            | -             | -             | -             | - | -     | 193   | 125   | 42    | 26 | 72.02%      | 406     | 131     | +275    | 417     |         |         |         |         |
| Aston Villa Inglaterra    | 1.ª                 | 2021-22             | 27   | 10   | 5    | 12   | 14.º | 1  | 0    | 0    | 1    | -    | -  | -             | -             | -             | -             | -             | - | -     | 28    | 10    | 5     | 13 | 41.66%      | 38      | 35      | +3      | 34      |         |         |         |         |
| Aston Villa Inglaterra    | 1.ª                 | 2022-23             | 11   | 2    | 3    | 6    | Inc. | 1  | 1    | 0    | 0    | -    | -  | -             | -             | -             | -             | -             | - | -     | 12    | 3     | 3     | 6  | 33.33%      | 11      | 17      | -6      | 12      |         |         |         |         |
| Aston Villa Inglaterra    | Total               | Total               | 38   | 12   | 8    | 18   | -    | 2  | 1    | 0    | 1    | -    | -  | -             | -             | -             | -             | -             | - | -     | 40    | 13    | 8     | 19 | 39.17%      | 49      | 52      | -3      | 46      |         |         |         |         |
| Al-Ettifaq Arabia Saudita | 1.ª                 | 2023-24             | 34   | 12   | 12   | 10   | 6.º  | 2  | 1    | 0    | 1    | -    | -  | -             | -             | -             | -             | -             | - | -     | 36    | 13    | 12    | 11 | 47.22%      | 47      | 35      | +12     | 51      |         |         |         |         |
| Al-Ettifaq Arabia Saudita | 1.ª                 | 2024-25             | 17   | 5    | 4    | 8    | Inc. | 2  | 1    | 0    | 1    | 4    | 4  | 0             | 0             | Inc.          | -             | -             | - | -     | 23    | 10    | 4     | 9  | 49.28%      | 33      | 32      | +1      | 34      |         |         |         |         |
| Al-Ettifaq Arabia Saudita | Total               | Total               | 51   | 17   | 16   | 18   | -    | 4  | 2    | 0    | 2    | 4    | 4  | 0             | 0             | -             | -             | -             | - | -     | 59    | 23    | 16    | 20 | 48.02%      | 80      | 67      | +13     | 85      |         |         |         |         |
| Total en su carrera       | Total en su carrera | Total en su carrera | 207  | 114  | 46   | 47   | -    | 28 | 17   | 3    | 8    | 57   | 30 | 17            | 10            | -             | -             | -             | - | -     | 292   | 161   | 66    | 65 | 62.67%      | 535     | 250     | +285    | 549     |         |         |         |         |
| 1. 2.                     |                     |                     |      |      |      |      |      |    |      |      |      |      |    |               |               |               |               |               |   |       |       |       |       |    |             |         |         |         |         |         |         |         |         |

#### Resumen por competiciones
| Competición                        | Partidos | Ganados | Empatados | Perdidos | %      | Resultado        |
| ---------------------------------- | -------- | ------- | --------- | -------- | ------ | ---------------- |
| Scottish Premiership               | 118      | 85      | 22        | 11       | 78.24% | Campeón          |
| Copa de Escocia                    | 11       | 6       | 3         | 2        | 63.64% | Cuartos de final |
| Copa de la Liga de Escocia         | 11       | 8       | 0         | 3        | 72.73% | Subcampeón       |
| Premier League                     | 38       | 12      | 8         | 18       | 38.6%  | 14.º lugar       |
| FA Cup                             | 1        | 0       | 0         | 1        | 0%     | Tercera ronda    |
| EFL Cup                            | 1        | 1       | 0         | 0        | 100%   | Segunda ronda    |
| Liga Profesional Saudí             | 51       | 17      | 16        | 18       | 43.79% | 6.º lugar        |
| Copa del Rey de Campeones          | 4        | 2       | 0         | 2        | 50%    | Octavos de final |
| Liga de Campeones de la UEFA       | 2        | 0       | 0         | 2        | 0%     | Fase previa      |
| Liga Europa de la UEFA             | 51       | 26      | 17        | 8        | 62.09% | Octavos de final |
| Copa de Clubes Campeones del Golfo | 4        | 4       | 0         | 0        | 100%   | Fase de grupos   |
| TOTAL                              | 292      | 161     | 66        | 65       | 62.67% | 1 Título         |

## Palmarés

### Como jugador

#### Títulos nacionales
| Título           | Equipo          | Año     |
| ---------------- | --------------- | ------- |
| Copa de la Liga  | Liverpool F. C. | 2000-01 |
| FA Cup           | Liverpool F. C. | 2000-01 |
| Copa de la Liga  | Liverpool F. C. | 2002-03 |
| FA Cup           | Liverpool F. C. | 2005-06 |
| Community Shield | Liverpool F. C. | 2006    |
| Copa de la Liga  | Liverpool F. C. | 2011-12 |

#### Títulos internacionales
| Título                       | Equipo          | Año     |
| ---------------------------- | --------------- | ------- |
| Copa de la UEFA              | Liverpool F. C. | 2000-01 |
| Supercopa de la UEFA         | Liverpool F. C. | 2001    |
| Liga de Campeones de la UEFA | Liverpool F. C. | 2004-05 |

#### Distinciones individuales
| Distinción                                        | Año  |
| ------------------------------------------------- | ---- |
| PFA, Equipo del año                               | 2001 |
| PFA, Futbolista del año (por fanes)               | 2001 |
| PFA, Futbolista del año                           | 2001 |
| PFA, Equipo del año                               | 2004 |
| PFA, Equipo del año                               | 2005 |
| Futbolista UEFA del año                           | 2005 |
| Equipo ideal UEFA                                 | 2005 |
| Mejor jugador de la final de la Liga de Campeones | 2005 |
| Balón de Bronce                                   | 2005 |
| PFA, Futbolista del año (por los jugadores)       | 2006 |
| PFA, Equipo del año                               | 2006 |
| Futbolista de la final de la FA Cup               | 2006 |
| Gol de la temporada                               | 2006 |
| Equipo ideal UEFA                                 | 2006 |
| PFA, Equipo del año                               | 2007 |
| Equipo ideal UEFA                                 | 2007 |
| FIFPro World XI                                   | 2007 |
| PFA, Equipo del año                               | 2008 |
| FIFPro World XI                                   | 2008 |
| FWA, Futbolista del año                           | 2009 |
| PFA, Futbolista del año (por fanes)               | 2009 |
| PFA, Equipo del año                               | 2009 |
| Estrella Táctica de Oro                           | 2009 |
| Incluido en el equipo ideal FIFPro                | 2009 |

- Jugador del mes de la Premier League: marzo de 2001, marzo de 2003, diciembre de 2004, abril de 2006, marzo de 2009

### Como entrenador

#### Títulos nacionales
| Título               | Equipo        | Año     |
| -------------------- | ------------- | ------- |
| Scottish Premiership | Rangers F. C. | 2020-21 |

### Otros
- Miembro de la Order of the British Empire (MBE): 2007
- Miembro Honorario de Liverpool John Moores University: 2008

## Vida privada
Gerrard y la periodista de moda Alex Curran se casaron en la mansión de Cliveden en Buckinghamshire, el 16 de junio de 2007. Él tiene un hermano mayor, Paul (no es el exportero Paul Gerrard de Everton), y su primo Anthony desempeña para Hull City
En septiembre de 2006 publicó su autobiografía, Gerrard: My Autobiography, que pasó a ganar el premio al libro de deporte del año en el British Book Awards.
La autobiografía termina con "I play for Jon-Paul". Su primo de 10 años, Jon-Paul Gilhooley, fue asesinado en 1989 en la tragedia de Hillsborough, cuando Steven tenía casi 9.
"Es difícil saber que uno de sus primos han perdido su vida", dijo Gerrard. "Viendo la reacción de mi familia, decidí ser el jugador que soy hoy en día".
El 1 de octubre de 2007, Gerrard estuvo involucrado en un accidente a baja velocidad en Southport.
A fines de 2007 fue nombrado miembro de la Orden del Imperio Británico por la Reina Isabel II al incluirlo en la  Lista de Honores de Año Nuevo, para los servicios al deporte. Recibió una beca de honor de la Liverpool John Moores University el 26 de julio de 2008, como reconocimiento por su contribución al deporte.
El 29 de diciembre de 2008, mientras se encontraba en un pub del centro de Southport, fue detenido al golpear a un hombre en el transcurso de una pelea, mandándolo al hospital, pero al día siguiente salió bajo fianza. El 3 de abril, se declaró inocente Gerrard después de varias citaciones al Tribunal de Justicia, en la cual siempre se declaraba inocente.